# Boimorto (Villamarín)
Boimorto (llamada oficialmente Santa Baia de Boimorto) es una parroquia y un lugar del municipio español de Villamarín, en la provincia de Orense, Galicia.

## Toponimia
La parroquia también es conocida por el nombre de Santa Eulalia de Boimorto.

## Organización territorial
La parroquia está formada por siete entidades de población:
- Boimorto
- Bouzas
- Curuxal (O Coruxal)(O Curuxal)
- Pitanza (A Pitanza)
- Pousa (A Pousa)
- Ra (A Ra)
- Souto (O Souto)

## Demografía

### Parroquia
| Gráfica de evolución demográfica de Boimorto (parroquia) entre 2000 y 2023 |
|                                                                            |
| Datos según el nomenclátor publicado por el INE.                           |

### Lugar
| Gráfica de evolución demográfica de Boimorto (lugar) entre 2000 y 2023 |
|                                                                        |
| Datos según el nomenclátor publicado por el INE.                       |